# Phare de Tossens (avant)
Le phare de Tossens (en allemand : Leuchtturm Tossens Unterfeuer) est un phare actif situé en baie de Jade à 2 km devant Tossens, (Arrondissement de Wesermarsch - Basse-Saxe), en Allemagne.
Il est géré par la WSV de Wilhelmshaven .

## Histoire
Le phare avant de Tossens  a été construit en 1973 en baie de Jade, devant Tossens. Ce feu avant directionnel, conjointement avec le nouveau phare de Tossens (arrière), guide les navires vers le port de Wilhelmshaven.

## Description
Le phare  est une tour cylindrique en acier de 19 m de haut et 2,00 m de diamètre, avec double galerie et lanterne. La tour est peinte en rouge avec deux bandes blanches et un soubassement noir. Son feu isophase émet, à une hauteur focale de 17 m, un éclat blanc de 4.5 secondes par période de 6 secondes. Sa portée est de 20 milles nautiques (environ 37 km).
Identifiant : ARLHS : FED-238 - Amirauté : B1134 - NGA : 10248.

## Caractéristiques dufeu maritime
Fréquence : 6 secondes (W)
- Lumière : 4.5 secondes
- Obscurité : 1.5 secondes

|                |
| Le phare avant |

|                  |
| Le phare arrière |

### Lien connexe
- Liste des phares en Allemagne